# OK Kostrena
Odbojkaški klub "Kostrena" (OK "Kostrena"; "Kostrena") je odbojkaški klub iz Kostrene, Primorsko-goranska županija, Republika Hrvatska.  
 
U sezoni 2024./25. seniorska ekipa "Kostrene" se natjecala u "Prvoj B hrvatskoj ženskoj odbojkaškoj ligi – Zapad", ligi trećeg stupnja odbojkaškog prvenstva Hrvatske za žene. 

## Uspjesi
1. B HOL – Zapad
- prvakinje: 2024./25.

## Vanjske poveznice
- ok-kostrena.hr, wayback arhiva
- Odbojkaški klub Kostrena, Facebook stranica
- OK Kostrena, Instagram stranica
- natjecanja.hos-cvf.hr, OK KOSTRENA
- odbojka-pgz.hr, OK KOSTRENA
- (engl.) women.volleybox.net, OK Kostrena
- (engl.) hos-web.dataproject.com, OK Kostrena
- rezultati.com, Kostrena Ž
- sportilus.com, ODBOJKAŠKI KLUB  KOSTRENA KOSTRENA
- novilist.hr, ŽOK Kostrena